# Tremel·làcies
Les tremel·làcies (Tremellaceae) és una família de fongs de l'ordre dels tremel·lals (Tremellales). Té una distribució cosmopolita i conté tant espècies teleomorfes com anamorfes, d'aquestes darreres la majoria són llevats. Totes les espècies telemòrfiques són paràsites d'altres fongs. Els cossos fructífers, quan es produeixen, són gelatinosos.
Segons la darrera actualització de la taxonomia dels fongs, publicada el 2024, aquesta família a quedat reduïda a dos gèneres, Mycocryptococcus, amb una especie, i Tremella, amb unes 170, dues de les quals són comestibles i cultivades.